# Problema de la inducció

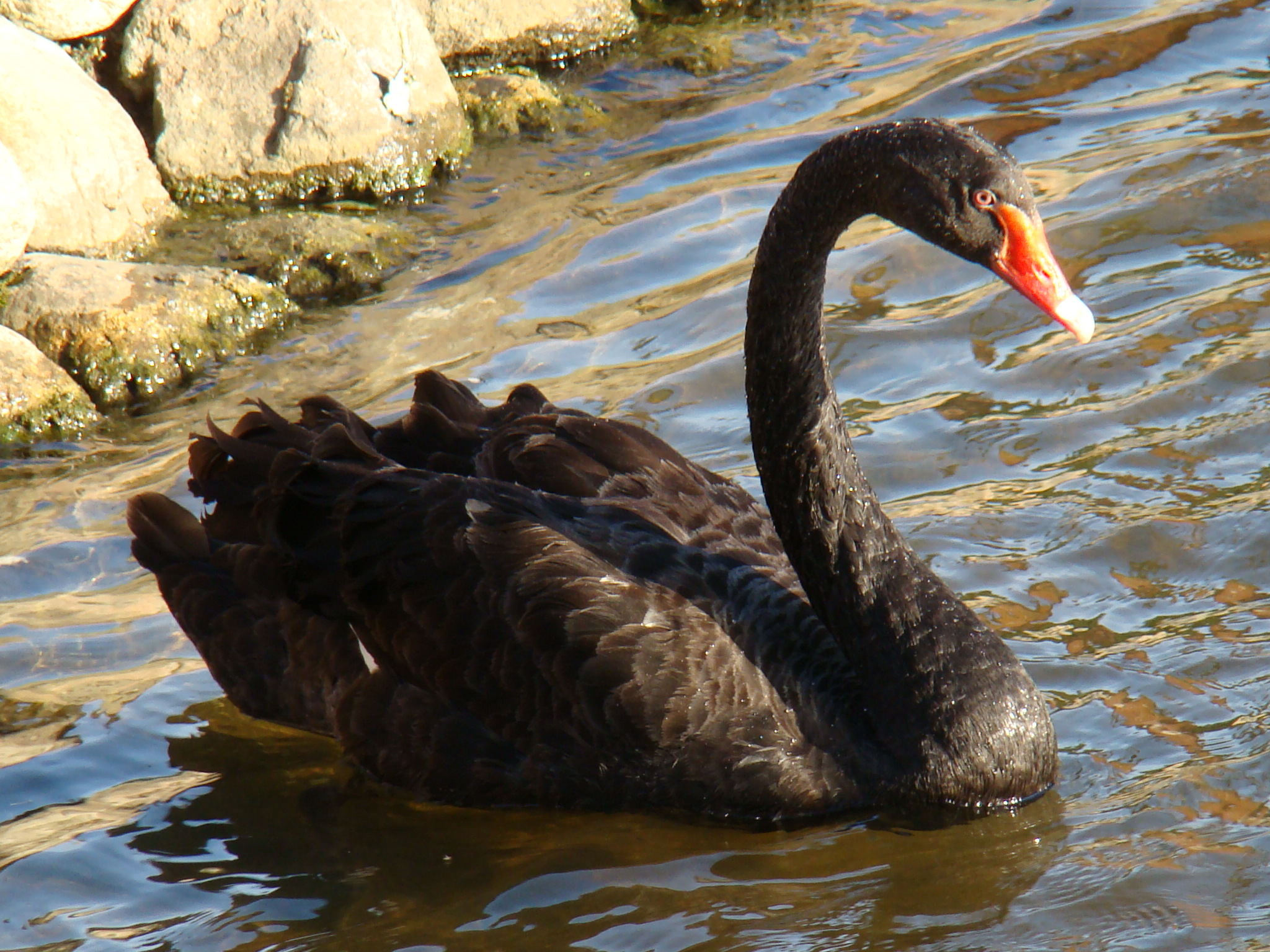
La troballa de cignes negres a Austràlia va obligar a corregir la vella creença inductiva que tots els cignes són blancs.

El problema de la inducció és el problema filosòfic que es planteja si els raonaments inductius són justificats, i en quina mesura.
Fins a mitjans del segle xx, els raonaments inductius eren considerats una classe bastant específica d'inferència: inferència d'una proposició universal afirmativa («totes les maragdes són verdes») a partir de les seves instàncies («aquesta és una maragda verda, aquella és una maragda verda, aquella altra també», etc.). Aquesta classe de raonaments són molt freqüents en la ciència i en la vida quotidiana, però tanmateix no són deductivament vàlids; és a dir, la veritat de les premisses no garanteix la veritat de la conclusió: en teoria, podria ser que la propera maragda que es trobi sigui vermella, i no verda. El problema de la inducció consisteix, llavors, en determinar si aquesta classe particular de raonaments estan justificats, i en quina mesura.
A partir de la segona meitat del segle xx, s'aprofundí en la comprensió de la inducció i el problema clàssic esdevé un cas especial d'un problema més ampli. Ja no és possible prendre com a criteri de raonament inductiu les inferències des de casos particulars fins a proposicions universals, perquè hi ha arguments d'aquest tipus que són deductivament vàlids. Per exemple:
1. França és a Europa.
2. Espanya és a Europa.
3. Per tant, tot el que sigui França o Espanya és a Europa.

A més, existeixen arguments inductius intuïtivament acceptables, però que parteixen de premisses generals i conclouen proposicions particulars. Per exemple:
1. Tots els corbs observats fins al moment han estat negres.
2. Per tant, el proper corb que sigui observat serà negre.

Tot i la dificultat que hi ha per definir el que és un raonament inductiu, hi ha dues característiques que els distingeixen dels raonaments deductius: en primer lloc, en els raonaments inductius sempre és possible que les premisses siguin totes verdaderes i la conclusió falsa, mentre que en els raonaments deductius, si les premisses són vertaderes, aleshores cal que la conclusió també ho sigui. En segon lloc, els raonaments inductius són ampliatius, la qual cosa vol dir que ens donen informació que va més enllà de la informació continguda en les premisses. Els raonaments deductius, en canvi, només poden analitzar i reorganitzar les premisses sense afegir res al seu contingut.
El problema de la inducció contemporània resideix en si els raonaments inductius estan racionalment justificats i, en cas que així sigui, sobre quins són els criteris per a distingir un bon raonament inductiu d'un de dolent.

## La paradoxa dels corbs

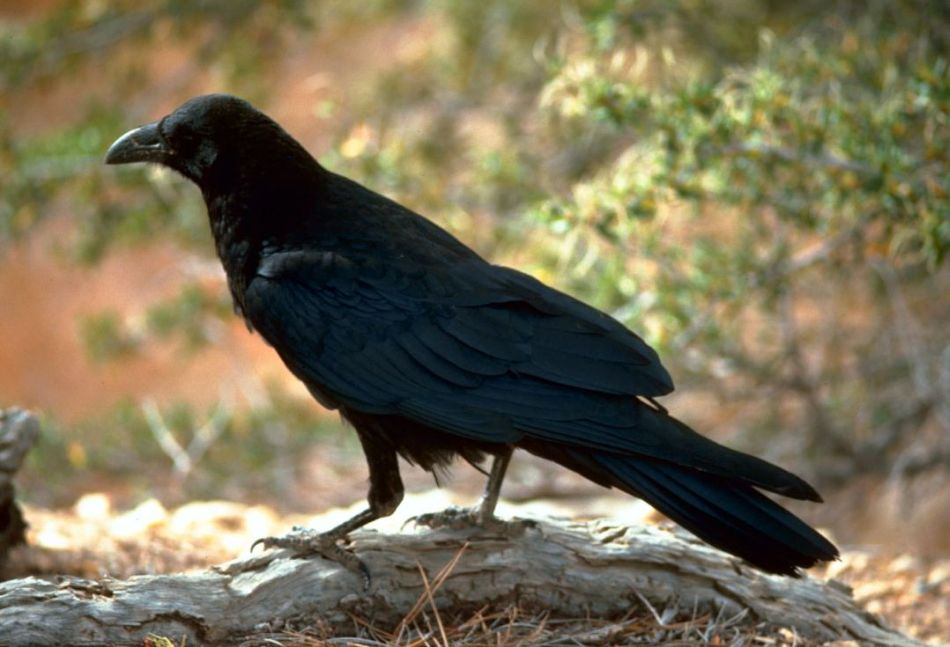
Un corb negre

Aquesta paradoxa va ser introduïda per Carl Hempel el 1945. Consideri's l'oració següent:
A és un corb i A és negre.
Aquesta oració expressa una observació particular que dona suport inductiu a la generalització següent:
Tots els corbs són negres.
Però, per lògica de primer ordre clàssica, aquesta generalització és equivalent a aquesta altra:
Tot el que no és negre no és un corb.
La paradoxa sorgeix perquè segons aquesta última generalització qualsevol cosa que no sigui un corb i no sigui negra li dona suport inductiu. És a dir, si s'observa una maragda verda, s'està donant suport inductiu a la hipòtesi que "tot el que no és negre no és un corb", però com que aquesta hipòtesi és equivalent que "tots els corbs són negres", l'observació d'una maragda verda també dona suport a aquesta altra generalització, la qual cosa sembla ridícula.

## La paradoxa de Goodman

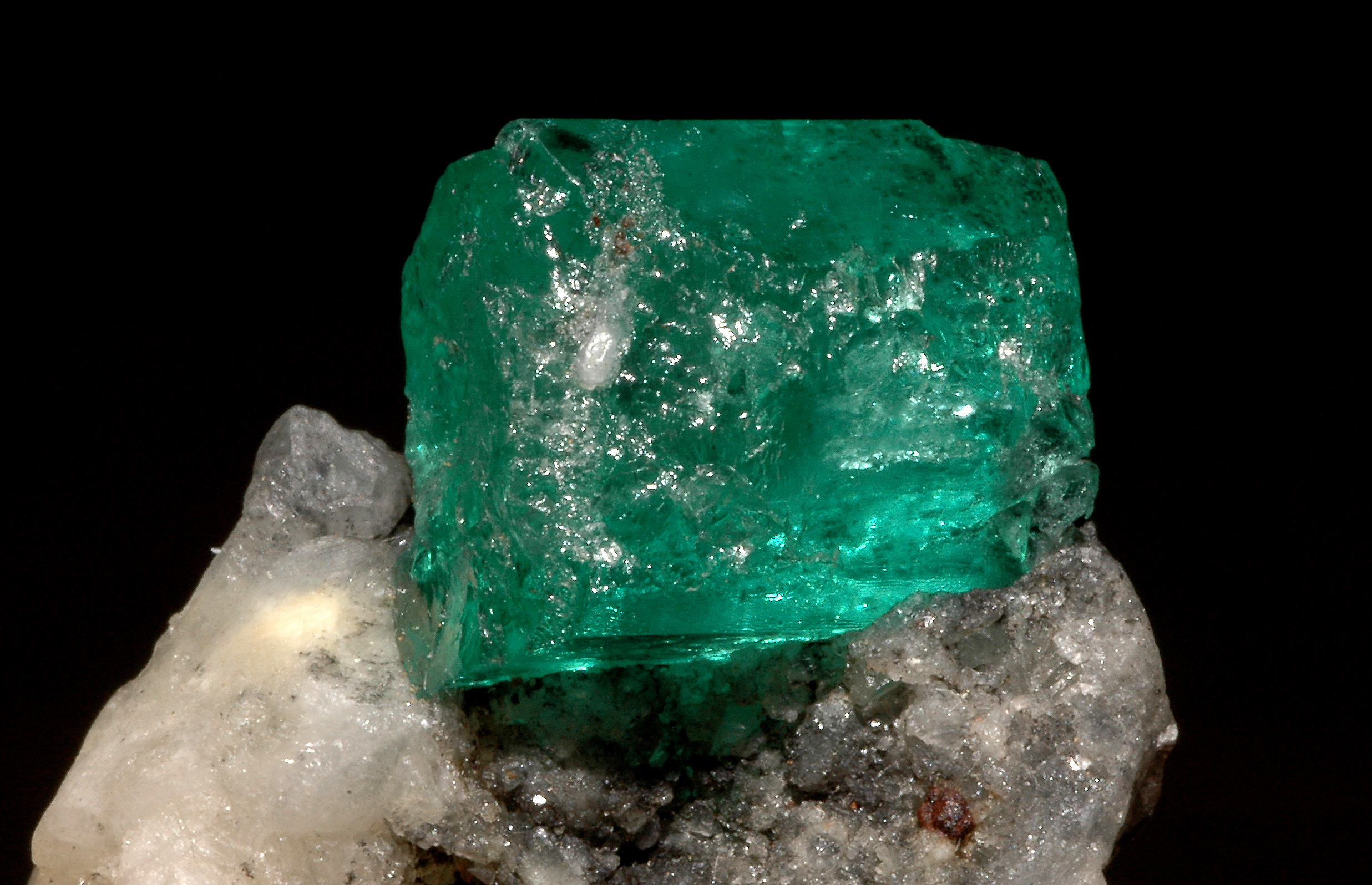
És aquesta maragda verda, o verava?

El 1955, Nelson Goodman va publicar un nou problema relacionat amb la inducció. Un cas clàssic de raonament inductiu és aquell que conclou que totes les maragdes són verdes, a partir del fet que totes les maragdes que s'han observat fins ara han estat verdes. Goodman defineix llavors el predicat verava (en anglès grue) de la manera següent: un objecte (en particular, una maragda) és verava si i només si és verda fins al temps t, i blava a partir del temps t, en què t pot ser, per exemple, l'any 3045. Una vegada definit aquest predicat, Goodman fa notar que totes les observacions de maragdes verdes fetes fins ara serveixen tant per a donar suport a la conclusió que totes les maragdes són verdes, com que totes les maragdes són veraves. El problema consisteix a explicar per què l'evidència que es té fins ara hauria de donar suport a la conclusió que totes les maragdes són verdes, i no que totes les maragdes són veraves.